# Seth Sinovic
Seth Sinovic est un joueur américain de soccer né le 28 janvier 1987 à Kansas City dans le Missouri. Il joue au poste d'arrière gauche.

## Biographie
Sinovic est repêché en 25e position lors du second tours de la MLS SuperDraft 2010 par le Revolution de la Nouvelle-Angleterre. 
Au début de sa seconde saison en MLS, il est libéré par les Revs le 31 mars 2011. Il réalise alors un essai prolongé avec le Real Salt Lake mais ne se voit pas proposer de contrat. C'est finalement le Sporting Kansas City avec qui il signe un contrat le 10 mai 2011.
À l'issue de la saison 2011, il n'est pas protégé par son club et il est repêché par l'Impact de Montréal lors des repêchages d'expansion. Cinq jours plus tard, il est retransféré à Kansas City en échange de Davy Arnaud et d'une allocation monétaire.

## Palmarès
- Sporting Kansas City
  - Vainqueur de la Coupe MLS en 2013
  - Vainqueur de la Coupe des États-Unis en 2012, 2015 et 2017